# Tabernaemontana alternifolia
Tabernaemontana alternifolia är en oleanderväxtart som beskrevs av Carl von Linné.
Tabernaemontana alternifolia ingår i släktet Tabernaemontana och familjen oleanderväxter. Inga underarter finns listade i Catalogue of Life.